# L'Île aux plaisirs
Pour plus de détails, voir Fiche technique et Distribution.
L'Île aux plaisirs (Coney Island)  est un film musical américain en Technicolor réalisé par Walter Lang, sorti en 1943.

## Synopsis
En 1905, le chanteur Eddie Johnson déménage à Coney Island, célèbre pour ses parcs d'attractions, et obtient un emploi dans un cabaret. Le propriétaire est son ami et rival Joe Rocco. Là, Eddie rencontre la pétillante chanteuse et danseuse Kate qui se produit dans le même cabaret. Elle lui tape dans l’œil, ce qui va augmenter la rivalité entre les deux hommes...

## Fiche technique
- Titre original : Coney Island
- Titre français:  L'Île aux plaisirs
- Réalisateur : Walter Lang
- Scénario : George Seaton
- Direction artistique : Richard Day et Joseph C. Wright
- Décors : Frank E. Hughes et Thomas Little
- Costumes : Helen Rose
- Photographie : Ernest Palmer
- Montage : Robert L. Simpson
- Musique : Cyril J. Mockridge et Arthur Lange (non crédités)
- Direction musicale : Alfred Newman
- Chorégraphe : Hermes Pan et Angela Blue (assistante)
- Production : William Perlberg
- Société de production et de distribution : Twentieth Century Fox
- Pays d'origine : États-Unis
- Langue : anglais
- Format : couleur (Technicolor) - 35 mm - 1,37:1 - Son : Mono (Western Electric Recording)
- Durée : 96 minutes
- Genre : Comédie et film musical
- Dates de sortie :
  -  États-Unis : 11 juin 1943 (San Francisco)
  -  États-Unis : 18 juin 1943 (sortie nationale)
  -  France : 21 octobre 1947 (Festival de Cannes)
  -  France : 6 mai 1949 (Paris)

## Distribution
- Betty Grable : Kate Farley
- George Montgomery : Eddie Johnson
- Cesar Romero : Joe Rocco
- Charles Winninger : Finnigan
- Phil Silvers : Frankie
- Matt Briggs : William 'Willie' Hammerstein
- Paul Hurst : Louie
- Leo Diamond : lui-même
- Hermes Pan : danseur (non crédité)

## Commentaires
- Dans une scène du film, Betty Grable, alors la pin-up numéro un de Hollywood, fait un clin d’œil à la célèbre photo d'elle prise par Frank Powolnyla en 1943 qui fit d'elle un sex-symbol (des millions de copies vendues)[1] en prenant la même pose que sur la photo (dos tourné, jambes bues).

- Betty Grable tournera en 1950 dans le remake de ce film, La Rue de la gaieté (Wabash Avenue).